# پدرسالار
پدرسالار یک مجموعهٔ تلویزیونی ایرانی محصول سال ۱۳۷۲–۱۳۷۴ به تهیه‌کنندگی و کارگردانی اکبر خواجویی است. که از شبکه دو سیما پخش میشد.

## خلاصهٔ داستان
داستان مجموعه دربارهٔ پدر میانسالی به نام «اسدالله خان» است. اسدالله‌خان پدری مهربان، خانواده‌دوست، دلسوز و در عین حال سختگیر و پرصلابت است. به باور او همهٔ پسرانش پس از ازدواج می‌بایست در خانهٔ بسیار بزرگ او زندگی کنند. او چنین سیاستی را در مورد دو دخترش «مهری» و «زری» در پیش نگرفته و به همین جهت آن‌ها دارای زندگی مستقلی هستند.
ماجرای اصلی سریال از ازدواج آخرین فرزند او «ناصر» آغاز می‌شود. ناصر که با دخترعموی خود «آذر» که تک فرزنده وصلت کرده به ناچار باید همانند دو برادر بزرگ‌تر خود در خانهٔ پدری زندگی کند. اما همسرش آذر که شاغل است و استقلال‌طلب، زندگی در خانهٔ پدرشوهر را منطقی نمی‌داند و شروع یک زندگی کاملاً مستقل و به‌دور از دخالت‌های دیگران را طلب می‌کند. آذر به شدت پای این خواسته‌اش می‌ایستد و تحت هیچ عنوان از موضعش عقب‌نشینی نمی‌کند. از طرف دیگر اسدالله‌خان نیز موافقت با آذر را نوعی شکست و ضعف تعبیر نموده و از سوءاستفادهٔ احتمالی فرزندان دیگرش در آینده نگران است.
اختلاف‌نظرها به تدریج بالا می‌گیرد تا جایی که «مولود» (خواهرزن اسدالله خان) که دشمنی دیرینه‌ای با او دارد فرصت را غنیمت می‌شمرد و برای انتقام از اسدالله‌خان دست‌به‌کار می‌شود. مولود برای اجرای نقشه‌های خود از وجود دخترش «زهره» (که عروس اسدالله‌خان است) استفاده می‌کند. و باعث به وجود آمدن مشکلات در خانواده میشود

## بازیگران
| بازیگر            | نقش                 | عنوان                                  | درگذشتگان |
| محمدعلی کشاورز    | اسدالله خان واعظیان | نقش اصلی                               | درگذشته   |
| حمیده خیرآبادی    | ملوک                | همسر اسداله خان                        | درگذشته   |
| ناصر هاشمی        | ناصر واعظیان        | پسر اسداله خان                         |           |
| کمند امیرسلیمانی  | آذر واعظیان         | همسر ناصر، عروس اسداله خان             |           |
| سیامک اطلسی       | مصطفی واعظیان       | برادر اسداله خان                       | درگذشته   |
| جمیله شیخی        | مولود               | خواهر ملوک                             | درگذشته   |
| خسرو شجاع زاده    | جمال واعظیان        | پسر بزرگ اسداله خان                    | درگذشته   |
| کتایون ریاحی      | زهرا همتی           | همسر جمال، عروس بزرگ اسداله خان        |           |
| محمود پاک‌نیت      | جلال واعظیان        | پسر اسداله خان                         |           |
| اکرم محمدی        | زهره                | همسر جلال، دختر مولود، عروس اسداله خان |           |
| آزیتا لاچینی      | معصومه              | همسر مصطفی، مادر آذر                   |           |
| پرستو گلستانی     | زری واعظیان         | دختر اسداله خان                        |           |
| فرحناز منافی ظاهر | مهری واعظیان        | دختر بزرگ اسداله خان                   |           |
| محمود جعفری       | اکبر                | همسر مهری، داماد اسداله خان            |           |
| حسن مهمانی        | آقای محمدی          | همسر زری، داماد اسداله خان             |           |

سایر بازیگران:
| بازیگر         | نقش              | عنوان                               | درگذشتگان |
| -------------- | ---------------- | ----------------------------------- | --------- |
| جعفر بزرگی     | اوس محمود        | تعمیرکار خودرو در گاراژ اسدالله خان | درگذشته   |
| زهره صفوی      | صغری خانم        | صاحبخانه ناصر و آذر                 |           |
| حمید عبدالملکی | عباس آقا         | شیرینی فروش                         |           |
| اکبر دودکار    | آقا رضا          | برنج فروش                           | درگذشته   |
| محمدعلی ورشوچی | حسن آقا          | آرایشگر                             | درگذشته   |
| اکبر قدمی      | کاراکتر بدون نام | پزشک بیمارستان                      | درگذشته   |
| فرهاد محبت     | کاراکتر بدون نام | مسافر تاکسی                         | درگذشته   |
| محرمعلی بسیم   | کاراکتر بدون نام | مسافر تاکسی                         | درگذشته   |
| حمید مهرآرا    | آقا سید          | نگهبان آرامستان                     | درگذشته   |

صدای بعضی از بازیگران این مجموعهٔ تلویزیونی به شرح زیر دوبله شده‌است:
| نقش                                                         | دوبلُر            | درگذشتگان |
| ----------------------------------------------------------- | ---------------- | --------- |
| اسدالله‌خان (محمدعلی کشاورز)                                 | احمد رسول‌زاده    | درگذشته   |
| ملوک (حمیده خیرآبادی)                                       | زهرا آقارضا      | درگذشته   |
| مولود (جمیله شیخی)                                          | فهیمه راستکار    | درگذشته   |
| مصطفی برادر اسدالله خان (سیامک اطلسی)                       | سیامک اطلسی      | درگذشته   |
| معصومه همسر مصطفی (آزیتا لاچینی)                            | آزیتا لاچینی     |           |
| آذر همسر ناصر (کمند امیرسلیمانی)                            | کمند امیرسلیمانی |           |
| جمال (خسرو شجاع‌زاده)                                        | جلال مقامی       | درگذشته   |
| آقا سید (حمید مهرآرا)                                       | جلال مقامی       | درگذشته   |
| زهرا (کتایون ریاحی)                                         | مینو غزنوی       |           |
| جلال (محمود پاک‌نیت)                                         | سعید مظفری       |           |
| زهره (اکرم محمدی)                                           | رفعت هاشم‌پور     | درگذشته   |
| اکبر (محمود جعفری)                                          | شهروز ملک‌آرایی   | درگذشته   |
| مهری (فرحناز منافی ظاهر)                                    | مهین برزویی      |           |
| آقای محمدی (حسن مهمانی)                                     | غلامعلی افشاریه  |           |
| زری (پرستو گلستانی)                                         | پرستو گلستانی    |           |
| ناصر (ناصر هاشمی)                                           | کیکاووس یاکیده   |           |
| اوس محمود، تعمیرکار خودرو در گاراژ اسدالله خان (جعفر بزرگی) | جواد پزشکیان     |           |
| عباس آقا شیرینی‌فروش (حمید عبدالملکی)                        | اصغر افضلی       | درگذشته   |
| صغری خانم، صاحب‌خانهٔ ناصر و آذر (زهره صفوی)                  | ناهید شعشعانی    |           |
| مدیر دوبلاژ                                                 | جلال مقامی       | درگذشته   |

## تولید
این مجموعهٔ تلویزیونی در محلهٔ امامزاده یحیی (در تهران) و در خانه‌ای قدیمی، متعلق به یکی از نوادگان قاجاری به نام خانم مهرانگیز، ساخته شد که اکنون به خانهٔ فرهنگ امامزاده یحیی تبدیل شده‌است.
طراحی گریم و چهره‌پردازی بر عهده رضا رادمنش بود.

## حواشی
به گفتهٔ ناصر هاشمی، بازیگر نقش ناصر، در زمان پخش این مجموعه، خانم کمند امیرسلیمانی به‌دلیل داشتن شخصیتی لجباز و یکدنده در داستان فیلم، توسط یک رانندهٔ تریلی تهدید شده بود. همچنین، بعضی از مردم با دیدن ناصر هاشمی در سطح شهر، او را به بازگشت به خانهٔ پدر و احترام به بزرگتر سفارش می‌کردند.